# Georges-Joseph Froment
Georges-Joseph Froment, francoski general, * 20. junij 1881, † 31. julij 1971.